# 国道1号

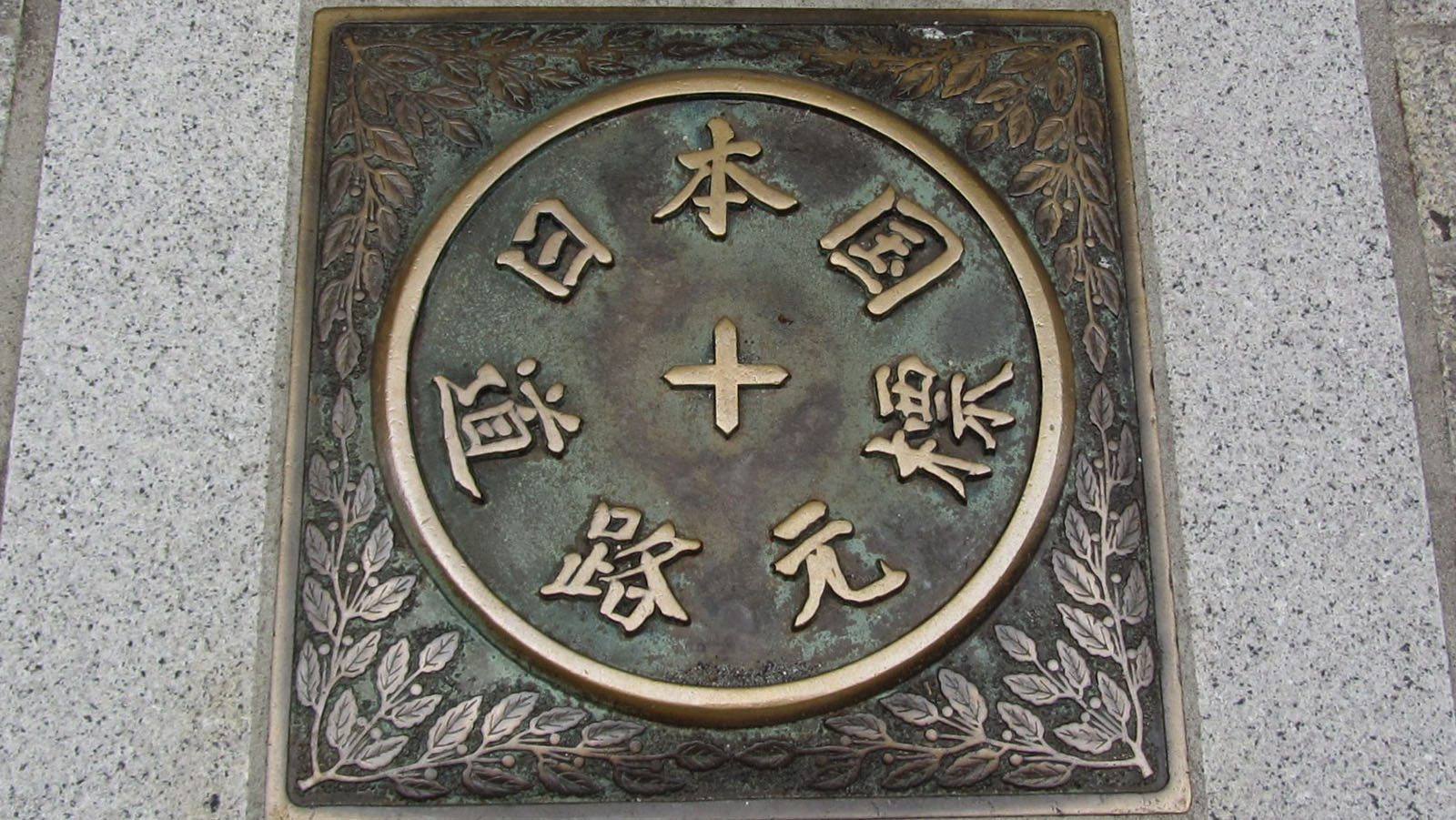
国道1号 起点
日本橋中央の日本国道路元標

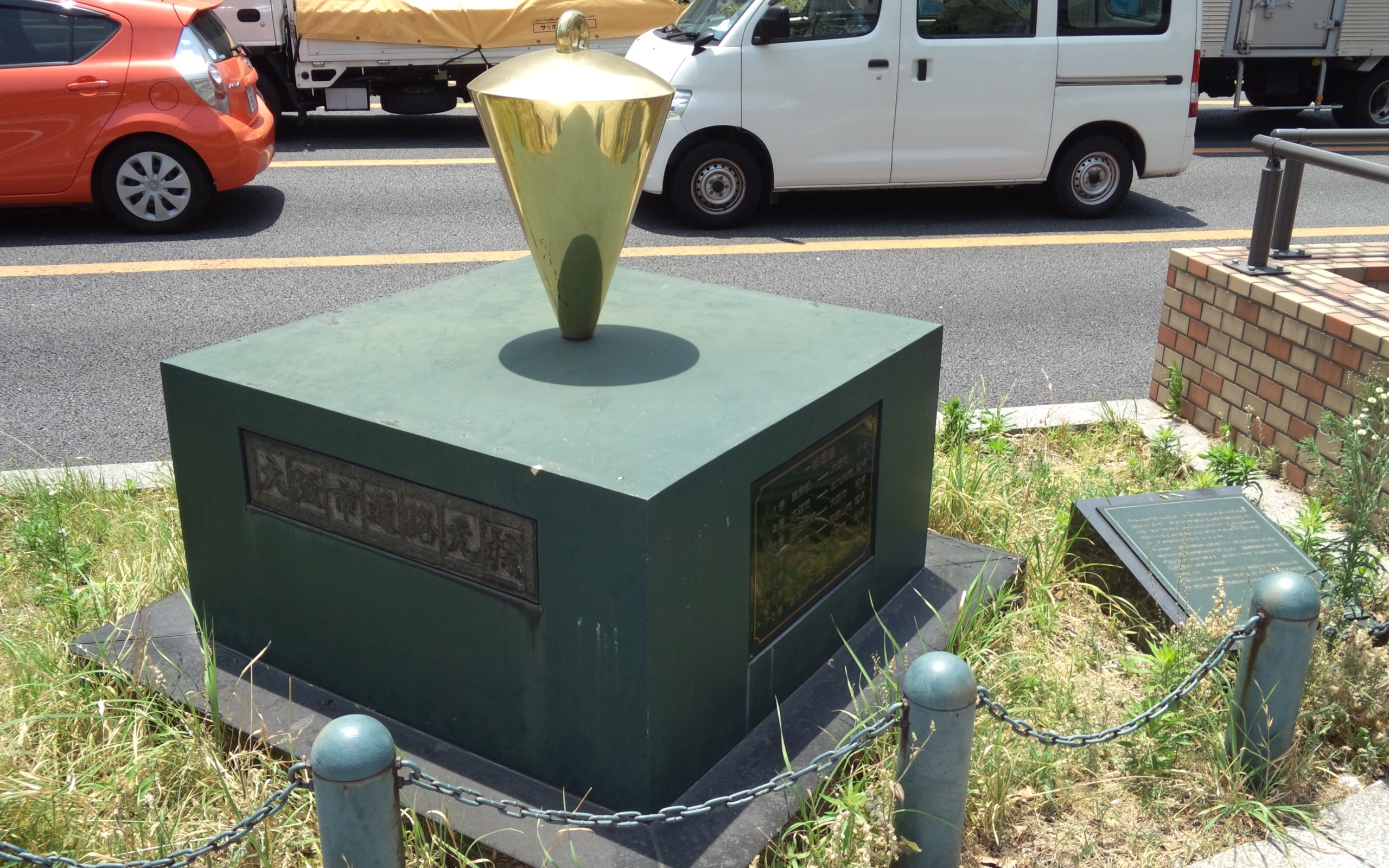
国道1号 終点
（大阪市道路元標）
大阪市北区 梅田新道交差点

国道1号（こくどう1ごう）は、東京都中央区から神奈川県、静岡県、愛知県、三重県、滋賀県、京都府をそれぞれ経由し、大阪府大阪市に至る一般国道である。

## 概要
旧東海道および京街道（大坂街道）を前身とする路線で、日本国道路元標があることでも知られる東京都中央区の日本橋を起点に、関東地方の西側にあたる神奈川県、中部地方の静岡県、愛知県、近畿地方の三重県、滋賀県、京都府を経由し、終点である、大阪府大阪市北区の梅田新道に至る路線で、旧東海道および京街道の経路をほぼ踏襲している。

### 路線データ
一般国道の路線を指定する政令に基づく起終点および重要な経過地は次のとおり。
- 起点 : 東京都中央区（日本橋 = 国道4号・国道6号・国道14号・国道15号・国道17号・国道20号起点）
- 終点 : 大阪市（北区、梅田新道交差点 = 国道2号・国道26号・国道163号起点、国道25号・国道176号終点）
- 重要な経過地 : 東京都千代田区（霞が関一丁目）、同都港区（高輪一丁目）、同都品川区（東五反田一丁目）、同都大田区（池上二丁目）、川崎市（幸区）、横浜市（神奈川区）、藤沢市（城南四丁目）、茅ヶ崎市（下町屋）、平塚市（浅間町・袖ケ浜）、神奈川県中郡大磯町、小田原市、同県足柄下郡箱根町、三島市、沼津市、富士市、清水市[注釈 2]、静岡市（栄町）、藤枝市、島田市、静岡県榛原郡金谷町[注釈 3]、掛川市、袋井市、磐田市（三ケ野）、浜松市、湖西市、同県浜名郡新居町[注釈 4]、豊橋市、愛知県宝飯郡小坂井町[注釈 5]、豊川市（白鳥町）、岡崎市、安城市（宇頭茶屋町）、知立市、刈谷市（今川町）、豊明市、名古屋市（熱田区）、同県海部郡弥富町[注釈 6]、桑名市（安永）、四日市市（釆女町）、鈴鹿市（石薬師町）、亀山市、三重県鈴鹿郡関町[注釈 7]、滋賀県甲賀郡水口町[注釈 8]、同県栗太郡栗東町[注釈 9]、草津市、大津市（瀬田）、京都市（下京区）、宇治市、京都府久世郡久御山町、八幡市、枚方市、交野市、寝屋川市、門真市、守口市
- 総延長 : 765.0 km（東京都 18.3 km、神奈川県 106.2 km、横浜市 47.7 km、川崎市 3.1 km、静岡県 131.0 km、静岡市 64.4 km、浜松市 23.6 km、愛知県 72.5 km、名古屋市 20.8 km、三重県 63.3 km、滋賀県 76.8 km、京都府 44.9 km、京都市 28.8 km、大阪府 55.8 km、大阪市 7.8 km）[2][注釈 10]
- 重用延長 : なし[2][注釈 10]
- 未供用延長 : なし[2][注釈 10]
- 実延長 : 765.0 km（東京都 18.3 km、神奈川県 106.2 km、横浜市 47.7 km、川崎市 3.1 km、静岡県 131.0 km、静岡市 64.4 km、浜松市 23.6 km、愛知県 72.5 km、名古屋市 20.8 km、三重県 63.3 km、滋賀県 76.8 km、京都府 44.9 km、京都市 28.8 km、大阪府 55.8 km、大阪市 7.8 km）[2][注釈 10]
  - 現道 : 649.3 km（東京都 18.3 km、神奈川県 99.4 km、横浜市 29.5 km、川崎市 3.1 km、静岡県 114.3 km、静岡市 41.0 km、浜松市 23.6 km、愛知県 72.5 km、名古屋市 20.8 km、三重県 55.7 km、滋賀県 65.4 km、京都府 32.9 km、京都市 26.8 km、大阪府 38.2 km、大阪市 7.8 km）[2][注釈 10]
  - 旧道 : 42.0 km（東京都 - km、神奈川県 0.4 km、横浜市 18.2 km、川崎市 - km、静岡県 - km、静岡市 23.4 km、浜松市 - km、愛知県 - km、名古屋市 - km、三重県 - km、滋賀県 - km、京都府 - km、京都市 - km、大阪府 - km、大阪市 - km）[2][注釈 10]
  - 新道 : 73.7 km（東京都 - km、神奈川県 6.3 km、横浜市 - km、川崎市 - km、静岡県 16.6 km、静岡市 - km、浜松市 - km、愛知県 - km、名古屋市 - km、三重県 7.6 km、滋賀県 11.4 km、京都府 12.0 km、京都市 2.0 km、大阪府 17.6 km、大阪市 - km）[2][注釈 10]
- 指定区間 : 東京都中央区日本橋 - 大阪市北区梅田一丁目3番（全線）ただし、以下の区間を除く[3]。
  - 横浜市西区浜松町66番 - 横浜市戸塚区柏尾町字尾崎台447番 - 横浜市戸塚区上矢部町字坂本2928番1（浜松町交差点 - 不動坂交差点 - 横浜新道戸塚終点 = 横浜新道と並走する区間）
  - 横浜市戸塚区柏尾町字尾崎台447番 - 横浜市戸塚区戸塚町4097番 - 横浜市戸塚区戸塚町字十ノ区2028番の1（不動坂交差点 - バスセンター前交差点 - 大坂上 = 戸塚道路と並走する区間）
  - 小田原市風祭字壗下157番2 - 神奈川県足柄下郡箱根町湯本字下耕地32番1 - 箱根町大字宮の下47番 - 箱根町箱根字畑引山381番3（小田原箱根道路箱根口IC[4] - 箱根境交差点付近 - 宮ノ下駅付近 - 箱根新道箱根峠IC = 小田原箱根道路並びに箱根新道と並走する区間）

## 歴史

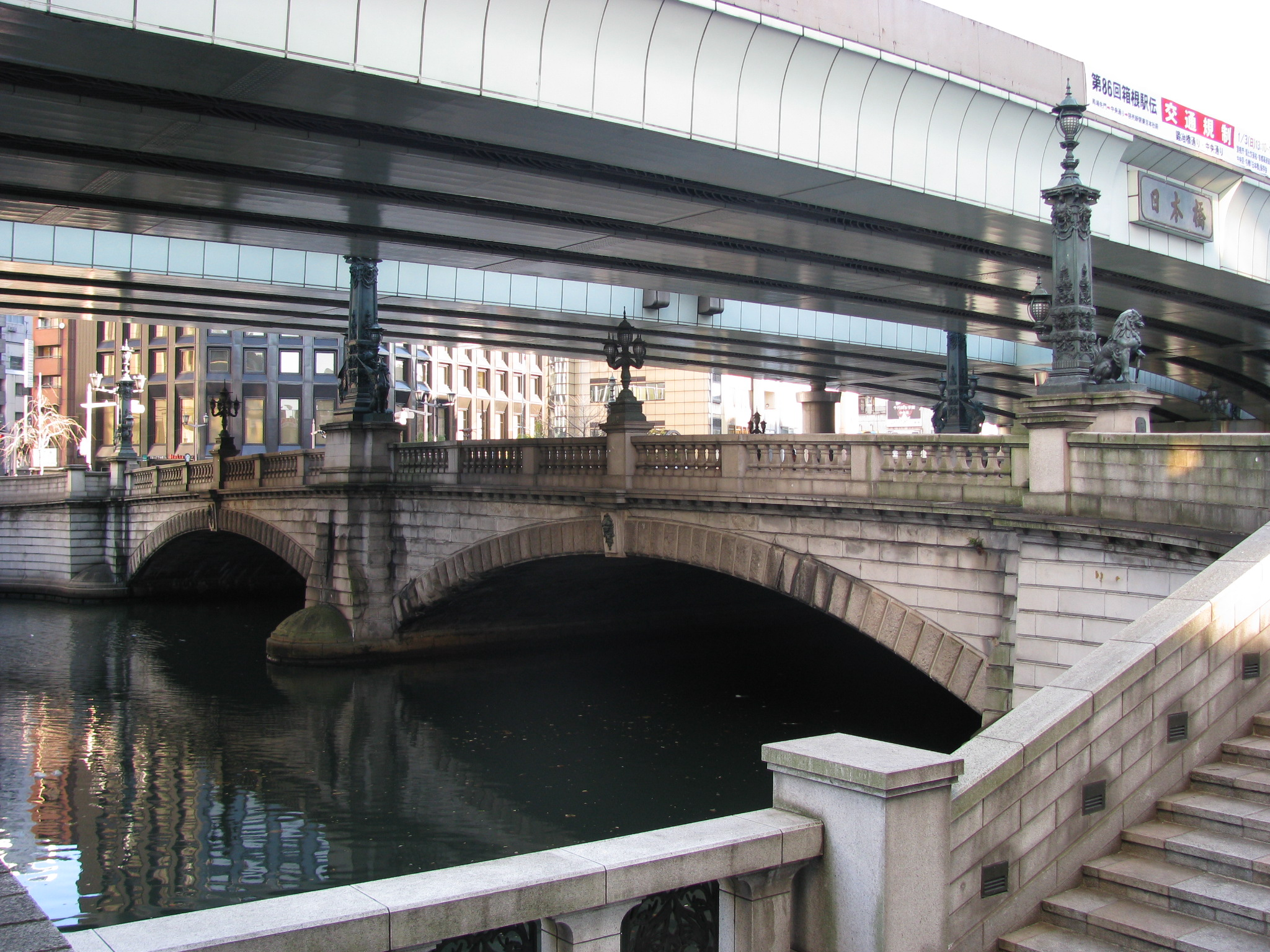
国道1号 起点
東京都中央区日本橋

国道1号の起源は、江戸時代の五街道に数えられた東海道の「京都 - 江戸」および、京街道の「京都 - 大阪（大坂）」で、現在でもほぼその経路を踏襲している。起点を日本橋としている点も旧東海道と同じである。ただし京都市内、静岡県内、横浜 - 東京等においてはその当時とは大きく異なっている。
箱根付近で、旧東海道を逸れて箱根七湯を巡るルートとなった経緯は、明治時代の福沢諭吉の判断によるといわれており、福沢は外貨獲得のため外国人を集める観光資源が必要だと考えて、明治維新後に樹立した明治新政府に対し、湯治場として人気があった箱根温泉を巡る交通の便の良い道路にするように進言したところから箱根ルート選定の由来となっている。箱根七湯を経由する経路は、1887年（明治20年）に塔之沢 - 宮ノ下間に、2年後の1889年（明治22年）に宮城野まで人力車が通れる有料道路が開通し、国道を整備する際にそのまま国道1号に指定されている。

### 年表
- 1876年（明治9年） - 「太政官達第60号（道路ノ等級ヲ廢シ國道縣道里道ヲ定ム）」で國道、縣道、里道が指定される[注釈 12]。
  - その後、国道の等級は、1885年（明治18年）1月6日の「太政官布達第1号（國道ノ等級ヲ廢シ其幅員ヲ定ム）」により廃止。
- 1885年（明治18年）2月24日 - 「内務省告示第6号（國道表）」で、國道路線が番号を付与、指定される。
 「國道1號（東京ヨリ横濱ニ達スル路線）」、「國道2號（同（東京ヨリ）大坂港ニ達スル路線）」他、44路線が指定される[注釈 13]。
  - 現在の国道1号に相当するルートは、当時の國道2號である。
- 1920年（大正9年）4月1日 - 道路法に基づく「路線認定」が施行される。国道番号の順は、1番目が東京から神宮に達する路線、2番目が東京から各府県庁所在地に達する路線の順とされる[注釈 14]。
- 1934年（昭和9年）5月1日 - 國道1號との重複区間である、「國道36號（東京市ヨリ横濱港ニ達スル路線）」（日本橋 - 横浜港）の日本橋 - 神奈川間の経過地を変更するかたちで、国道初のバイパスとなる新京濱國道の建設を決定する。
- 1936年（昭和11年） - 新京濱國道の建設を着工。
- 1952年（昭和27年）12月4日 - 新道路法に基づく「路線指定」で、東京都中央区 - 大阪府大阪市北区間の「一級国道1号」として指定される。
- 1965年（昭和40年）4月1日 - 道路法改正によって一級・二級の別がなくなり「一般国道1号」となる。

### 旧道
- 名四国道（名四バイパス、現：国道23号）
  - 名古屋市の臨海部と四日市市を結ぶ国道1号のバイパスとして計画され、1963年（昭和38年）に開通。1975年（昭和50年）の一般国道の追加指定が行われた際に、国道23号へ編入された[8]。
- 東名阪道路（現：東名阪自動車道）
  - 日本道路公団が管理する国道1号の有料バイパス道路として、1970年（昭和45年）に四日市IC - 亀山IC間が開通し、のちに桑名IC - 四日市IC - 亀山ICを結ぶ有料道路として供用される。1973年（昭和48年）に、桑名IC - 亀山IC間が高速自動車国道に格上げされて東名阪自動車道の一区間となった[9]。

## 路線状況

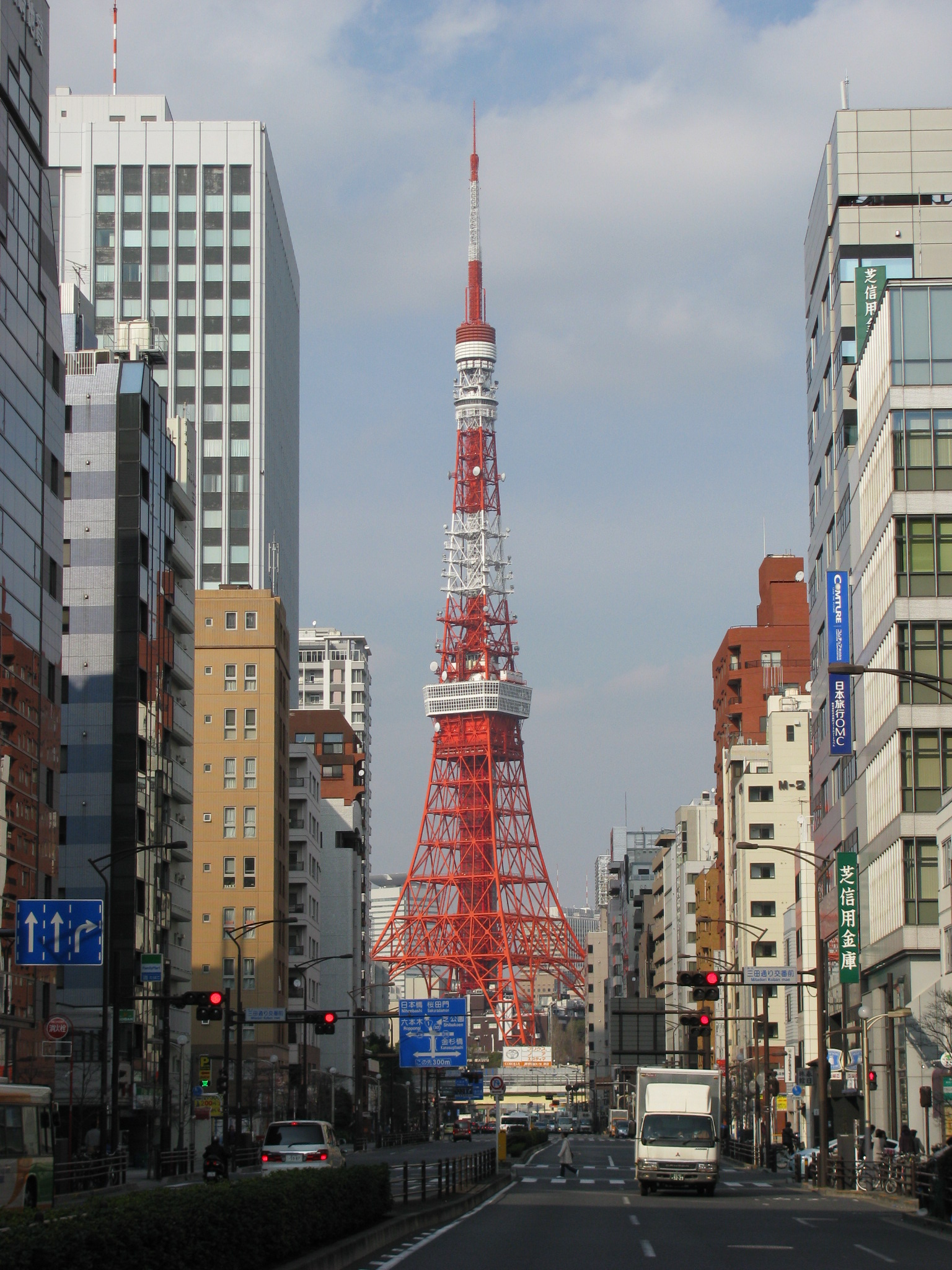
桜田通り
東京都港区芝公園4丁目

### 通称
- 全線
  - 東海道（江戸時代の五街道を踏襲しているため、地図によっては所々にこの名称が書かれている）
- 東京都
  - 中央通り
  - 永代通り
  - 日比谷通り
  - 晴海通り
  - 内堀通り
  - 桜田通り
- 東京都 - 神奈川県
  - 第二京浜
- 神奈川県
  - 箱根国道：現在の通称は東海道
- 静岡県
  - 静清国道
- 愛知県
  - 西町通り（豊橋市）
  - 瓦町通り（豊橋市）
  - 八町通り（豊橋市）
  - 龍城通り（岡崎市）
  - 本地通（名古屋市南区）
  - 寺部通（名古屋市南区）
  - 千竃通（名古屋市南区、瑞穂区）
  - 昭和橋通（名古屋市瑞穂区、熱田区、中川区）
- 京都府
  - 五条通
  - 堀川通
  - 油小路通
  - 九条通
- 京都府 - 大阪府
  - 京阪国道
- 大阪府
  - 京阪本通
  - 曽根崎通

### バイパス

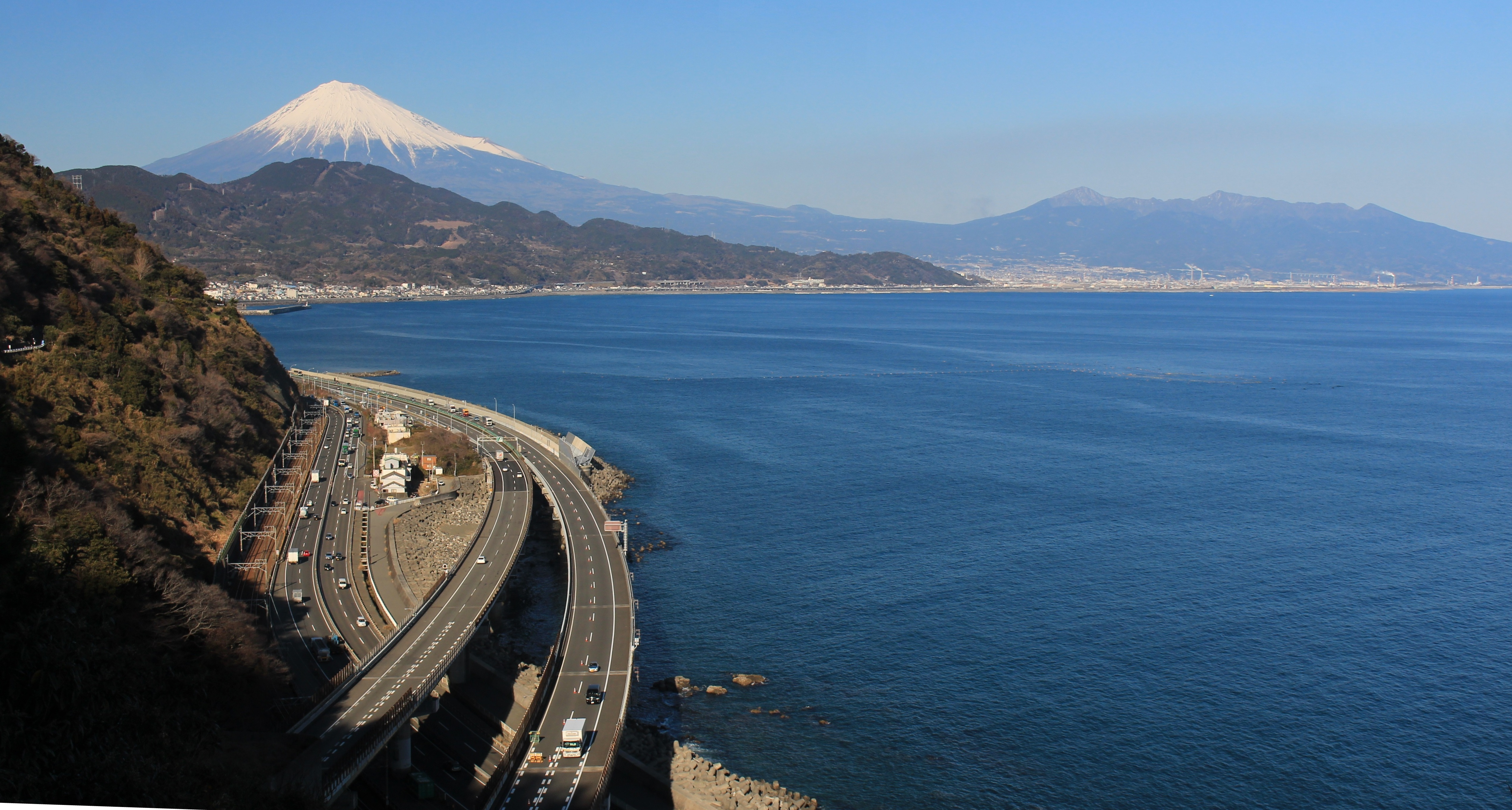
国道1号（富士由比バイパス）と
富士山と駿河湾
（薩埵峠から撮影、2016年2月）

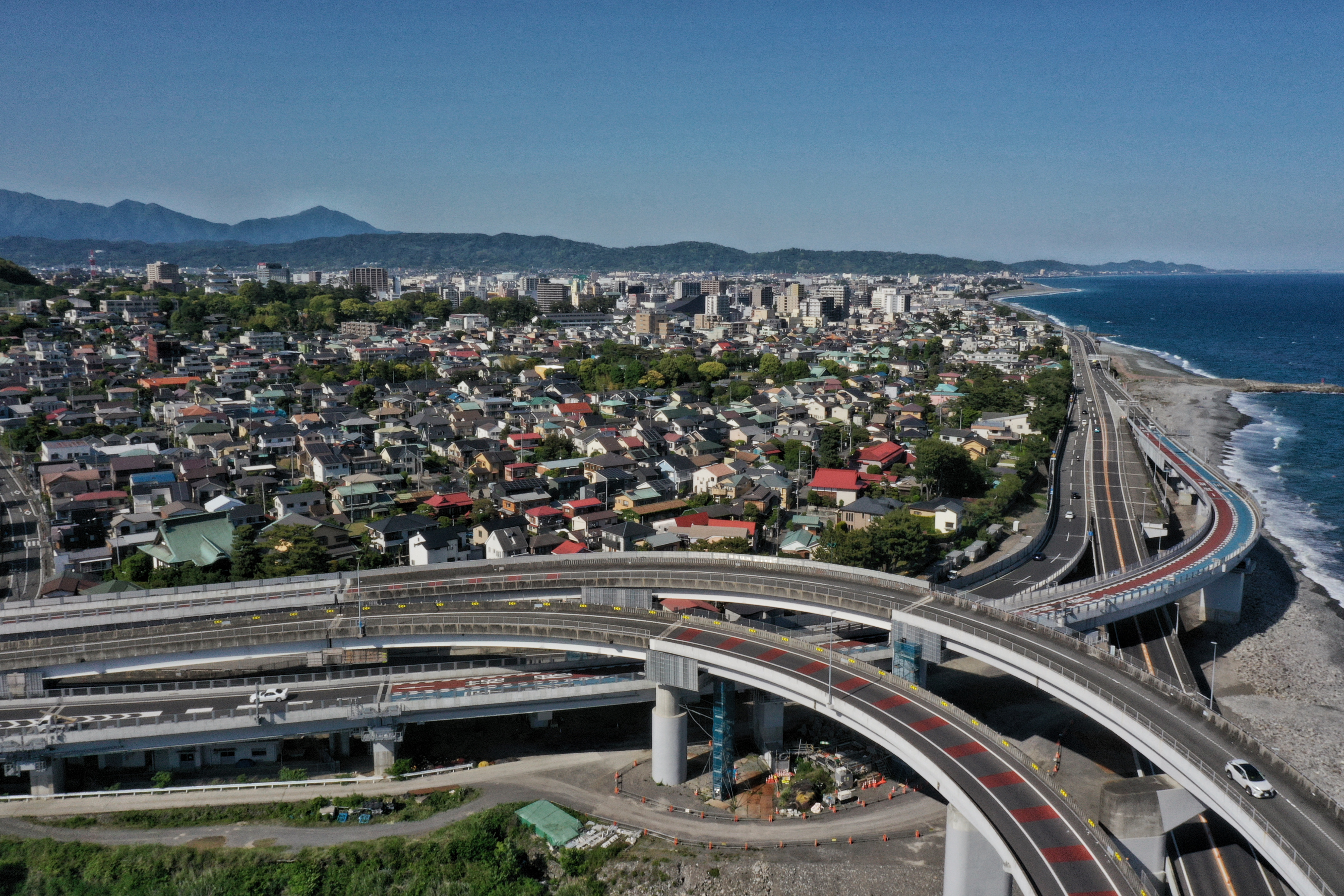
国道1号の相模湾早川ジャンクション

ほぼ全区間に渡り従来の国道1号に対するバイパスが整備されている。特に東京と大阪の近郊では無料バイパスと有料バイパスが並行するかたちで別々に整備されている箇所が多い。旧道が移管されて現道化されたものが多く、新旧双方が国道1号に路線指定され続けているバイパスは、神奈川県が最多で7区間ある。なお名古屋近郊では従来の国道1号に対するバイパスの路線指定が国道23号となっているため、従来の国道1号がそのまま国道1号として路線指定されている。
バイパス・現道・旧道概略図
凡例：国道1号指定、■従来の国道1号、■無料バイパス等、■有料バイパス、▲一部区間未成、✕全区間未成
| 起点：東京【日本橋】                |                                   |                                   |
| 永代通り・日比谷通り                | 永代通り・日比谷通り              | 銀座中央通り                      |
| 【桜田門交差点】                    | 【桜田門交差点】                  | 【新橋交差点】                    |
| 桜田通り                            | 桜田通り                          | 第一京浜                          |
| 【清正公前交差点】                  |                                   | 第一京浜                          |
| 目黒通り                            | 第二京浜                          | 第一京浜                          |
| 【玉川IC】                          | 【立町交差点】- -【青木通交差点】 | 【立町交差点】- -【青木通交差点】 |
| E83 第三京浜                        | 横浜新道バイパス                  | 横浜市街                          |
| 【保土ヶ谷JCT】周辺                 |                                   | 横浜市街                          |
| E83 有料道路横浜新道                | 横浜環状2号                       | 横浜市街                          |
| E83 有料道路横浜新道                | 【平戸ランプ】                    |                                   |
| E83 有料道路横浜新道                | 東海道                            | 横浜環状2号                       |
| E83 有料道路横浜新道                | 【不動坂ランプ】                  | 横浜環状2号                       |
| E83 戸塚道路                        | 東海道                            | 横浜環状2号                       |
| 【戸塚IC】                          | 【戸塚IC】                        | 【馬洗橋交差点】                  |
| 東海道                              | E66 横浜環状南線                  | ▲横浜藤沢線                       |
| 【藤沢バイパス出口交差点】          | 【栄JCT】                         | 【鵠沼海岸交差点】                |
| 藤沢バイパス                        | C4 横浜湘南道路                   | 湘南海岸道路                      |
| 【藤沢IC】                          |                                   | 湘南海岸道路                      |
| 東海道                              | ▲E84 新湘南バイパス               | 湘南海岸道路                      |
| 【大磯IC】                          |                                   |                                   |
| 東海道                              | E84 西湘バイパス                  | E84 西湘バイパス                  |
| 【箱根口IC】                        |                                   |                                   |
| 箱根国道                            | 小田原箱根道路・箱根新道          | 小田原箱根道路・箱根新道          |
| 【箱根峠IC】                        |                                   |                                   |
| 箱根峠                              | 笹原山中・三ツ谷・塚原バイパス    | 笹原山中・三ツ谷・塚原バイパス    |
| 【三島塚原IC】                      |                                   |                                   |
| E88 東駿河湾環状道路                | 三島大通り                        | 三島バイパス                      |
| E88 東駿河湾環状道路                | 【伏見IC】                        |                                   |
| E88 東駿河湾環状道路                | 沼津バイパス                      | 千本街道                          |
| 【原IC】                            |                                   | 千本街道                          |
| 沼津バイパス                        |                                   | 千本街道                          |
| 【富士東IC】                        |                                   |                                   |
| 富士由比線・薩埵峠                  | 富士由比バイパス                  | 富士由比バイパス                  |
| 【興津IC】                          |                                   |                                   |
| 静清バイパス                        | 静清バイパス                      | 静岡市街                          |
| 【丸子IC】                          |                                   |                                   |
| 宇津ノ谷峠                          | 岡部バイパス                      | 岡部バイパス                      |
| 【内谷IC】                          |                                   |                                   |
| 藤枝バイパス                        | 藤枝バイパス                      | 島田岡部線                        |
| 【野田IC】                          |                                   | 島田岡部線                        |
| 島田金谷バイパス                    |                                   | 島田岡部線                        |
| 【夜泣石IC】                        |                                   |                                   |
| 小夜の中山                          | 日坂バイパス                      | 日坂バイパス                      |
| 【日坂IC】                          |                                   |                                   |
| 日坂沢田線                          | 日坂バイパス                      | 日坂バイパス                      |
| 【八坂IC】                          |                                   |                                   |
| 掛川バイパス                        | 掛川バイパス                      | 日坂沢田線                        |
| 【沢田IC】                          |                                   |                                   |
| 袋井バイパス                        | 袋井バイパス                      | 磐田袋井線                        |
| 【三ヶ野IC】                        |                                   |                                   |
| 磐田バイパス                        | 磐田バイパス                      | 磐田袋井線                        |
| 【小立野IC】                        |                                   |                                   |
| 浜松市街                            | 浜松バイパス                      | 浜松バイパス                      |
| 【篠原IC】                          |                                   |                                   |
| 浜名街道                            | 浜名バイパス                      | 浜名バイパス                      |
| 【大倉戸IC】                        |                                   |                                   |
| 潮見坂                              | 潮見バイパス                      | 潮見バイパス                      |
| 【豊橋東IC】                        |                                   |                                   |
| 豊橋市街                            | 名豊道路                          | 名豊道路                          |
| 【豊明IC】                          |                                   |                                   |
| 名古屋市街                          | 名四国道                          | 名四国道                          |
| 名古屋市街                          | 【南福崎交差点】                  |                                   |
| 名古屋市街                          | 北勢バイパス                      | 名四国道                          |
| 【朝日町役場口交差点】              |                                   | 名四国道                          |
| ▲北勢バイパス                       | 四日市市街                        | 名四国道                          |
| ▲北勢バイパス                       | 【大治田IC】                      |                                   |
| ▲北勢バイパス                       | 追分バイパス                      |                                   |
| 【国分町交差点】                    |                                   |                                   |
| 亀山バイパス                        | 亀山バイパス                      | 東海道                            |
| 【太岡寺町ランプ】                  |                                   |                                   |
| 東海道                              | ▲関バイパス                       | ▲関バイパス                       |
| 【沓掛交差点】                      |                                   |                                   |
| 鈴鹿峠バイパス                      |                                   |                                   |
| 【山中交差点】                      |                                   |                                   |
| ✕甲賀湖南道路                       | ✕甲賀湖南道路                     | 東海道                            |
| 【大野西交差点】                    |                                   |                                   |
| 甲賀湖南道路                        | 甲賀湖南道路                      | 東海道                            |
| 【石部大橋ランプ】                  |                                   |                                   |
| 大津市街                            | ▲甲賀湖南道路                     | ▲甲賀湖南道路                     |
| 大津市街                            | 【上砥山ランプ】                  |                                   |
| 大津市街                            | ▲滋賀山手幹線                     |                                   |
| 【藤尾南ランプ】                    | 【石山IC】                        | 【石山IC】                        |
| 五条バイパス                        | ✕山科大津バイパス                 | E88京滋バイパス                   |
| 【東山五条交差点】                  | 【山科区役所前交差点】            | E88京滋バイパス                   |
| 五条通・堀川通                      | 新十条通                          | E88京滋バイパス                   |
| 【九条油小路交差点】- -【鴨川東IC】 |                                   | E88京滋バイパス                   |
| 久御山バイパス                      | 洛南道路                          | E88京滋バイパス                   |
| 【京滋バイパス森交差点】            | 【大内交差点】                    | 【久御山JCT】                     |
| 枚方バイパス                        | 京都南道路                        | E89第二京阪道路                   |
| 【中振交差点】                      | 【第二京阪口ランプ】              | E89第二京阪道路                   |
| 寝屋川バイパス                      | 大阪北道路                        | E89第二京阪道路                   |
| 【守口出入口】                      | 【花博記念公園口交差点】          | 【門真JCT】                       |
| 京阪国道                            | 花博通経由                        | 阪神高速淀川左岸線                |
| 【蒲生4交差点】                     | 【蒲生4交差点】                   | 【豊崎出入口】                    |
| 曽根崎通                            | 曽根崎通                          | 新御堂筋                          |
| 終点：大阪【梅田新道交差点】        |                                   |                                   |

バイパス一覧
- 東京都 - 神奈川県
  - 第二京浜国道 ※現道
- 神奈川県
  - 横浜新道 ※現道（一部有料道路）
  - 戸塚道路 ※現道
  - 藤沢バイパス ※現道
  - 新湘南バイパス（有料道路）
  - 西湘バイパス（一部有料道路）
  - 小田原箱根道路 ※現道
  - 箱根新道 ※現道
- 静岡県
  - 笹原山中バイパス ※現道
  - 三ツ谷バイパス ※現道
  - 塚原バイパス ※現道
  - 東駿河湾環状道路
  - 三島バイパス ※現道
  - 沼津バイパス ※現道
  - 富士由比バイパス ※現道
  - 静清バイパス ※現道
  - 岡部バイパス ※現道
  - 藤枝バイパス ※現道
  - 島田金谷バイパス ※現道
  - 日坂バイパス ※一部現道
  - 掛川バイパス ※現道
  - 袋井バイパス ※現道
  - 磐田バイパス ※現道
  - 浜松バイパス ※現道
  - 浜名バイパス ※現道
- 静岡県 - 愛知県
  - 潮見バイパス ※現道
- 三重県
  - 北勢バイパス
  - 追分バイパス
  - 亀山バイパス ※現道
  - 関バイパス
- 三重県 - 滋賀県
  - 鈴鹿峠バイパス ※現道
- 滋賀県
  - 甲賀湖南道路 ※一部現道
- 滋賀県 - 京都府
  - 京滋バイパス（有料道路）
  - 大津山科バイパス（構想中）
- 京都府
  - 五条バイパス ※現道
  - 洛南道路
  - 久御山バイパス ※現道
  - 京都南道路
- 京都府 - 大阪府
  - 枚方バイパス ※現道
  - 第二京阪道路（有料道路）
- 大阪府
  - 大阪北道路
  - 寝屋川バイパス ※現道
  - 淀川左岸線延伸部（阪神高速）

### 重複区間

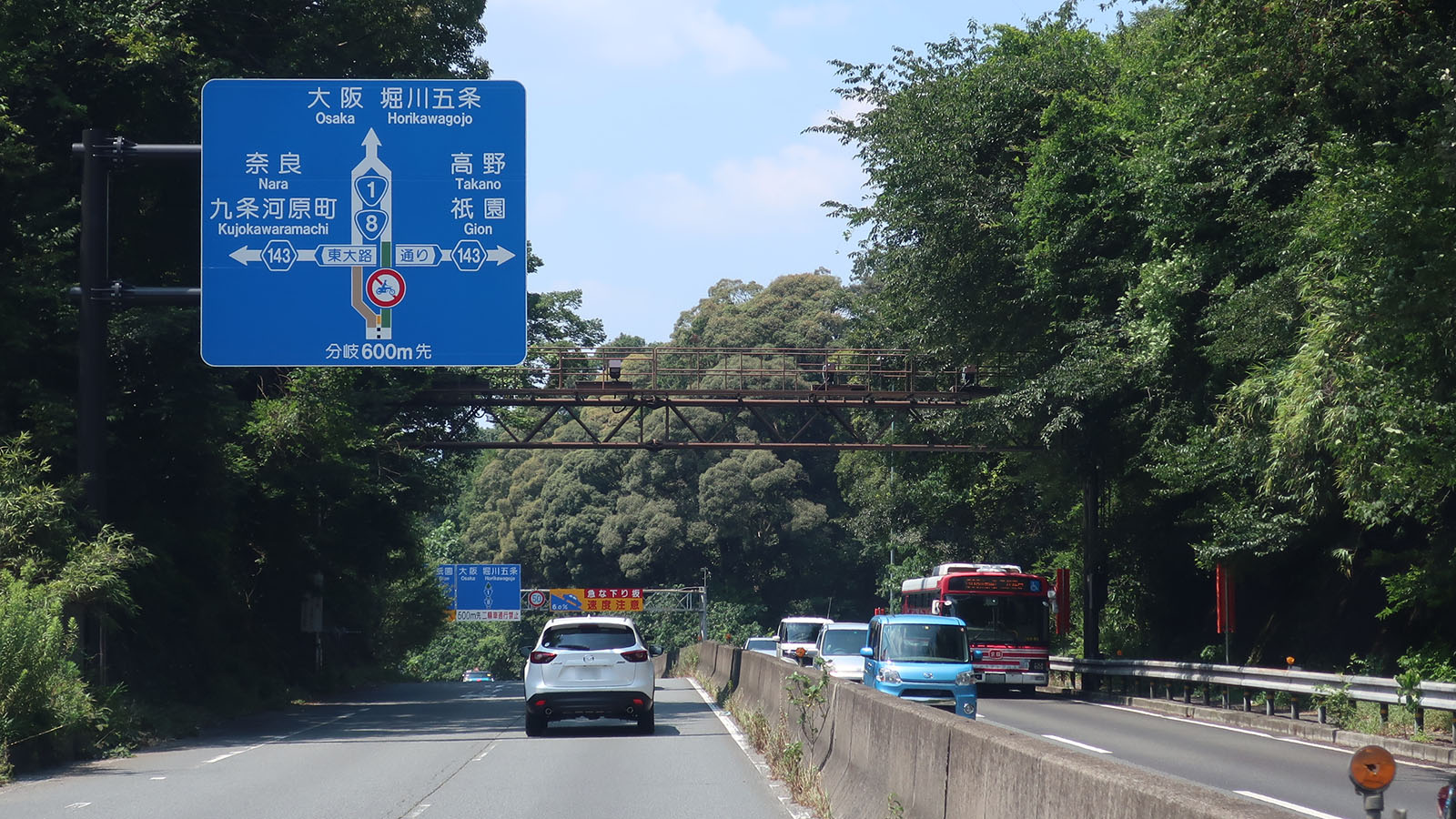
国道8号との重複（五条バイパス）
京都府京都市東山区清閑寺山ノ内町

国道0号が存在しないため、すべての路線が下位路線となり、案内板や地図上では国道1号で案内される。
- 国道15号（東京都中央区・日本橋（起点） - 東京都中央区・日本橋交差点）
- 国道20号（東京都中央区・日本橋（起点） - 東京都千代田区・桜田門交差点）
- 国道16号（神奈川県横浜市西区桜木町・高島町交差点 - 横浜市西区浜松町・浜松町交差点）
- 国道138号（神奈川県小田原市・市民会館前交差点 - 足柄下郡箱根町・宮の下交差点）
- 国道42号（静岡県浜松市中央区・篠原交差点 - 湖西市・大倉戸IC）
- 国道247号（愛知県豊橋市・西八町交差点 - 豊川市・宮下交差点）
- 国道473号（愛知県岡崎市本宿町・新箱根入口交差点 - 岡崎市本宿西・本宿町沢渡交差点）
- 国道477号（三重県四日市市北町・四日市橋南詰交差点 - 四日市市中部・中部交差点）
- 国道25号（三重県四日市市・大治田IC - 亀山市・東海道関宿西交差点[10]）
- 国道8号（滋賀県栗東市・栗東IC - 京都府京都市下京区・烏丸五条交差点）
- 国道9号（京都府京都市下京区烏丸五条・烏丸五条交差点 - 京都市下京区堀川五条・堀川五条交差点）
- 国道170号（大阪府枚方市走谷・走谷2丁目交差点 - 枚方市北中振・出口交差点）
- 国道163号（大阪府大阪市旭区・関目五丁目交差点 - 大阪市北区・梅田新道交差点（終点））

### 道路施設

#### 橋梁
- 日本橋（日本橋川、東京都中央区）
- 多摩川大橋（多摩川、東京都大田区 - 神奈川県川崎市幸区）
- 馬入橋（相模川、神奈川県平塚市）
- 酒匂橋（酒匂川、神奈川県小田原市）
- 新富士川橋（富士川、静岡県富士市 - 静岡市清水区）
- 駿河大橋（安倍川、静岡県静岡市葵区 - 同市駿河区）
- 安倍川大橋（安倍川、静岡県葵区） ※静清バイパス
- 新大井川橋（大井川、静岡県島田市）
- 新天竜川橋（天竜川、静岡県磐田市 - 浜松市中央区）
- 吉田大橋（豊川、愛知県豊橋市）
- 矢作橋（矢作川、愛知県岡崎市）
- 新境橋（境川、愛知県刈谷市 - 豊明市）
- 一色大橋（庄内川、愛知県名古屋市中川区）
- 日光大橋（日光川、愛知県海部郡蟹江町）
- 尾張大橋（木曽川、愛知県弥富市 - 三重県桑名市）
- 伊勢大橋（長良川・揖斐川、三重県桑名市）
- 石部大橋（野洲川、滋賀県湖南市）
- 瀬田川大橋（瀬田川、滋賀県大津市）
- 五条大橋（鴨川、京都府京都市）
- 宇治川大橋（宇治川、京都府京都市伏見区） ※京阪国道
- 木津川大橋（木津川、京都府久世郡久御山町 - 八幡市）
- 桜宮橋（大川、大阪府大阪市都島区 - 同市北区）

#### トンネル
- 丸子藁科トンネル（静岡市葵区 - 同市駿河区） ※静清バイパス
- 平成宇津ノ谷トンネル（静岡市駿河区 - 藤枝市）
- 谷稲葉トンネル（静岡県藤枝市 - 島田市）
- 潮見トンネル（静岡県湖西市）
- 鈴鹿トンネル（三重県亀山市 - 滋賀県甲賀市）

#### 道の駅
- 神奈川県
  - 箱根峠（足柄下郡箱根町）
- 静岡県
  - 富士（富士市）
  - 宇津ノ谷峠（静岡市駿河区・藤枝市）
  - 掛川（掛川市）
  - 潮見坂（湖西市）
- 愛知県
  - 藤川宿（岡崎市）
- 三重県
  - 関宿（亀山市）
- 滋賀県
  - あいの土山（甲賀市）

## 地理

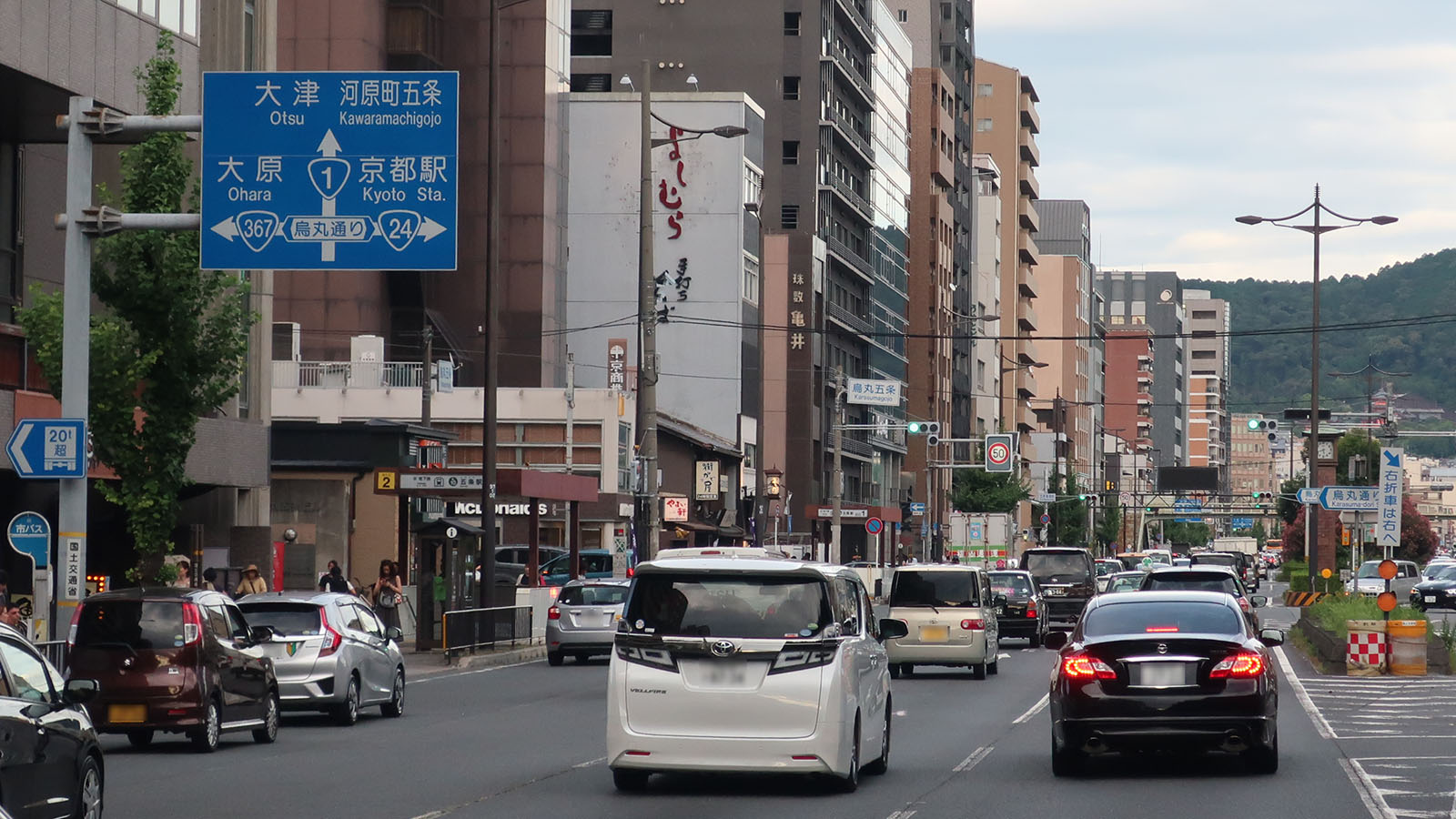
京都市下京区の烏丸五条交差点
国道8号など、多くの国道起終点となっている。
（2019年8月）

国道1号は、日本一多くの都道府県をつなぐ国道の一つで、東京都 - 神奈川県 - 静岡県 - 愛知県 - 三重県 - 滋賀県 - 京都府 - 大阪府の8都府県を通過する。また、東京都特別区を除いて、通過する政令指定都市の数も日本一多く、東京から順に川崎市、横浜市、静岡市、浜松市、名古屋市、京都市、大阪市の7市を通過する。

### 通過する自治体
- 東京都
  - 中央区 - 千代田区 - 港区 - 品川区 - 大田区
- 神奈川県
  - 川崎市（幸区） - 横浜市（鶴見区 - 神奈川区 - 西区 - 保土ケ谷区 - 南区 - 戸塚区） - 藤沢市 - 茅ヶ崎市 - 平塚市 - 中郡大磯町 - 中郡二宮町 - 小田原市 - 足柄下郡箱根町
- 静岡県
  - 田方郡函南町 - 三島市 - 駿東郡清水町 - 駿東郡長泉町 - 沼津市 - 富士市 - 静岡市（清水区 - 駿河区 - 葵区） - 藤枝市 - 島田市 - 掛川市 - 袋井市 - 磐田市 - 浜松市（中央区） - 湖西市
- 愛知県
  - 豊橋市 - 豊川市 - 岡崎市 - 安城市 - 知立市 - 刈谷市 - 豊明市 - 名古屋市（緑区 - 南区 - 瑞穂区 - 熱田区 - 中川区 - 港区） - 海部郡蟹江町 - 愛西市 - 弥富市
- 三重県
  - 桑名郡木曽岬町 - 桑名市 - 三重郡朝日町 - 三重郡川越町 - 四日市市 - 鈴鹿市 - 亀山市
- 滋賀県
  - 甲賀市 - 湖南市 - 栗東市 - 草津市 - 大津市
- 京都府
  - 京都市（山科区 - 東山区 - 下京区 - 南区 - 伏見区） - 久世郡久御山町 - 八幡市
- 大阪府
  - 枚方市 - 寝屋川市 - 守口市 - 大阪市（旭区 - 城東区 - 都島区 - 北区）

### 交差する道路
※横浜新道、新湘南バイパス、西湘バイパス、小田原箱根道路、箱根新道、東駿河湾環状道路、静清バイパス、藤枝バイパス、掛川バイパス、磐田バイパス、浜名バイパス、北勢バイパス、京滋バイパス 久御山IC以東、阪神高速8号京都線京都外環状線交点以南 - 久御山JCT、第二京阪道路を除く。それぞれの接続路線については各記事を参照。
東京都
- 国道4号・国道6号・国道14号・国道15号・国道17号・国道20号（中央区・日本橋起点）
- 国道15号（中央区・日本橋交差点）
- 国道20号（千代田区・桜田門交差点）
- 首都高速都心環状線（港区・芝公園出入口）
- 首都高速2号目黒線（品川区・戸越出入口）

神奈川県
- 国道409号（川崎市幸区・遠藤町交差点）
- 国道15号（横浜市神奈川区・青木通交差点）
- 首都高速神奈川1号横羽線（横浜市西区・横浜駅東口出入口）
- 国道16号（横浜市西区・高島町交差点 -（重複）- 浜松町交差点）
- 国道16号横浜新道・横浜横須賀道路（横浜市保土ケ谷区・狩場IC）
- 国道467号（藤沢市・白旗陸橋）
- 国道129号（平塚市・榎木町交差点）
- 国道134号（大磯町・長者町交差点 / 大磯駅入口交差点）
- 国道255号（小田原市・市民会館前交差点）
- 国道135号（小田原市・早川口交差点）
- 国道138号（小田原市・市民会館前交差点 -（重複）- 箱根町・宮の下交差点）

静岡県
- 国道136号（三島市・南二日町IC）
- 国道246号・国道414号（沼津市・上石田IC）
- 国道139号（富士市・富士東IC）
- 国道52号（静岡市清水区・興津中町交差点）
- 国道149号（静岡市清水区・清水駅前交差点）
- 国道362号（静岡市葵区・常磐町2丁目交差点）
- 国道473号（島田市・大代IC）
- 国道152号（浜松市中央区・北島IC）
- 国道150号（浜松市中央区・石原町交差点）
- 国道150号バイパス（浜松市中央区・福塚交差点）
- 国道257号（浜松市中央区・篠原IC）
- 国道301号（浜松市中央区・篠原IC -（重複）- 湖西市・栄町交差点）
- 国道42号（浜松市中央区・篠原IC -（重複）- 湖西市・大倉戸IC入口交差点）
- 国道42号（湖西市・白須賀IC）

愛知県
- 国道23号・国道259号（豊橋市・西八町交差点） : 国道23号重複 = 国道247号
- 国道151号（豊橋市・西八町交差点 -（重複）- 豊川市・宮下交差点）
- 国道247号（豊川市・宮下交差点）
- 東名高速道路・音羽蒲郡道路（豊川市・音羽蒲郡IC交差点）
- 国道473号（岡崎市・新箱根入口交差点 -（重複）- 本宿町沢渡交差点）
- 国道473号岡崎額田バイパス（岡崎市・本宿町沢渡交差点）
- 東名高速道路（岡崎市・岡崎IC）
- 国道248号（岡崎市・八帖交差点）
- 国道419号（衣浦豊田道路側道）（知立市・新田南交差点）
- 国道155号（知立市・宮腰交差点） : 国道155号重複 = 国道419号
- 伊勢湾岸自動車道・国道23号（豊明市・豊明IC）
- 名古屋第二環状自動車道・国道302号（名古屋市緑区・有松IC）
- 名古屋高速3号大高線（名古屋市南区・笠寺出入口・呼続出入口）
- 国道19号・国道247号（名古屋市熱田区・熱田神宮南交差点） : 国道19号重複 = 国道22号
- 国道154号（名古屋市熱田区・白鳥橋西交差点）
- 国道302号（名古屋市中川区・かの里東交差点）
- 国道155号（弥富市・弥富高架橋南交差点）

三重県
- 国道421号（桑名市・浅川交差点）
- 国道258号（桑名市・安永交差点）
- 国道365号（四日市市・四日市橋南詰交差点）: 国道365号重複 = 国道477号
- 国道477号（四日市橋南詰交差点 -（重複）- 中部交差点）
- 国道164号（四日市市・中部交差点）: 国道164号重複 = 国道477号
- 国道25号（四日市市・大治田一丁目交差点 -（重複）- 亀山市・東海道関宿西交差点[10]）
- 国道306号（亀山市・新栄町交差点）
- 東名阪自動車道・国道25号名阪国道（亀山市・亀山IC）

滋賀県
- 国道307号・日野水口グリーンバイパス（甲賀市）
- 国道307号（甲賀市・松尾交差点）
- 名神高速道路（栗東市・栗東IC）
- 国道8号（栗東市・栗東第2IC -（重複）- 京都市下京区・烏丸五条交差点）
- 国道422号（大津市・松原国道口交差点）
- 国道161号西大津バイパス（大津市・藤尾南ランプ）

京都府
- 名神高速道路（京都市山科区・京都東IC）
- 国道24号・国道367号（京都市下京区・烏丸五条交差点）
- 国道9号（京都市下京区・烏丸五条交差点 -（重複）- 堀川五条交差点）
- 国道171号（京都市南区・京阪国道口交差点）
- 名神高速道路（京都市伏見区・京都南IC）
- 国道478号京滋バイパス（久世郡久御山町・京滋バイパス森交差点）

大阪府
- 国道307号（枚方市・池之宮北交差点）
- 国道168号（枚方市・天の川交差点）
- 国道170号（枚方市・走谷2丁目交差点 -（重複）- 出口交差点）
- 鳥飼仁和寺大橋有料道路（寝屋川市・新橋東交差点）
- 阪神高速12号守口線（守口市・守口出入口）
- 国道479号（守口市・京阪本通1丁目交差点）
- 国道163号（大阪市旭区・関目5丁目交差点 -（重複）- 大阪市北区・梅田新道終点）
- 阪神高速12号守口線（大阪市北区・南森町出入口）
- 国道423号（大阪市北区・梅新東交差点）
- 国道2号・国道25号・国道26号・国道165号・国道176号（大阪市北区梅田新道終点）

### 主な峠
- 箱根峠：標高846 m（神奈川県足柄下郡箱根町 - 静岡県田方郡函南町）
- 宇津ノ谷峠：標高170 m（静岡県静岡市駿河区 - 静岡県藤枝市）
- 小夜の中山：標高148 m（静岡県島田市 - 静岡県掛川市）
- 鈴鹿峠：標高350 m（三重県亀山市 - 滋賀県甲賀市）
- 洞ヶ峠：標高49 m（京都府八幡市 - 大阪府枚方市）

## ギャラリー

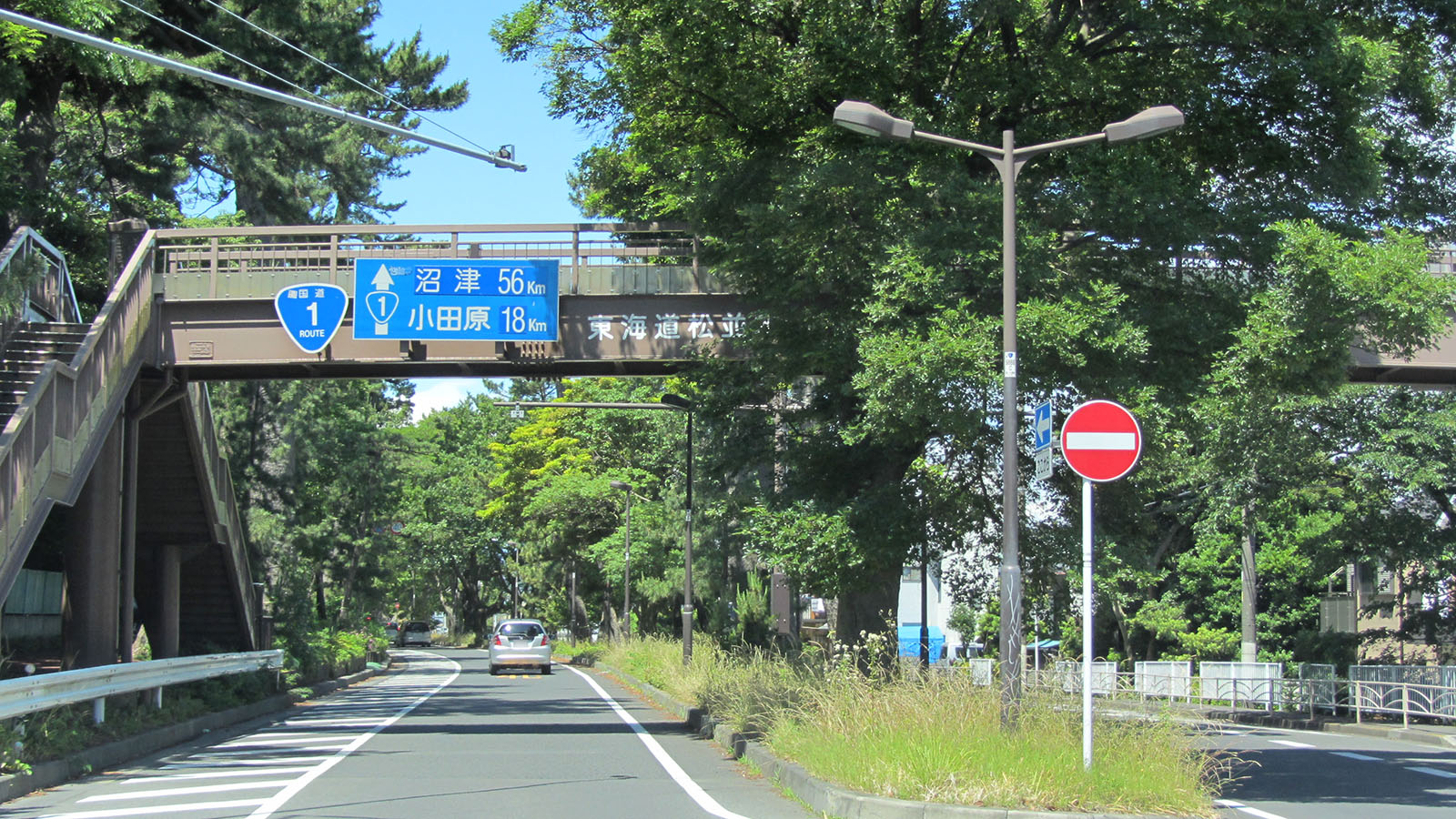
東海道松並木 神奈川県中郡大磯町
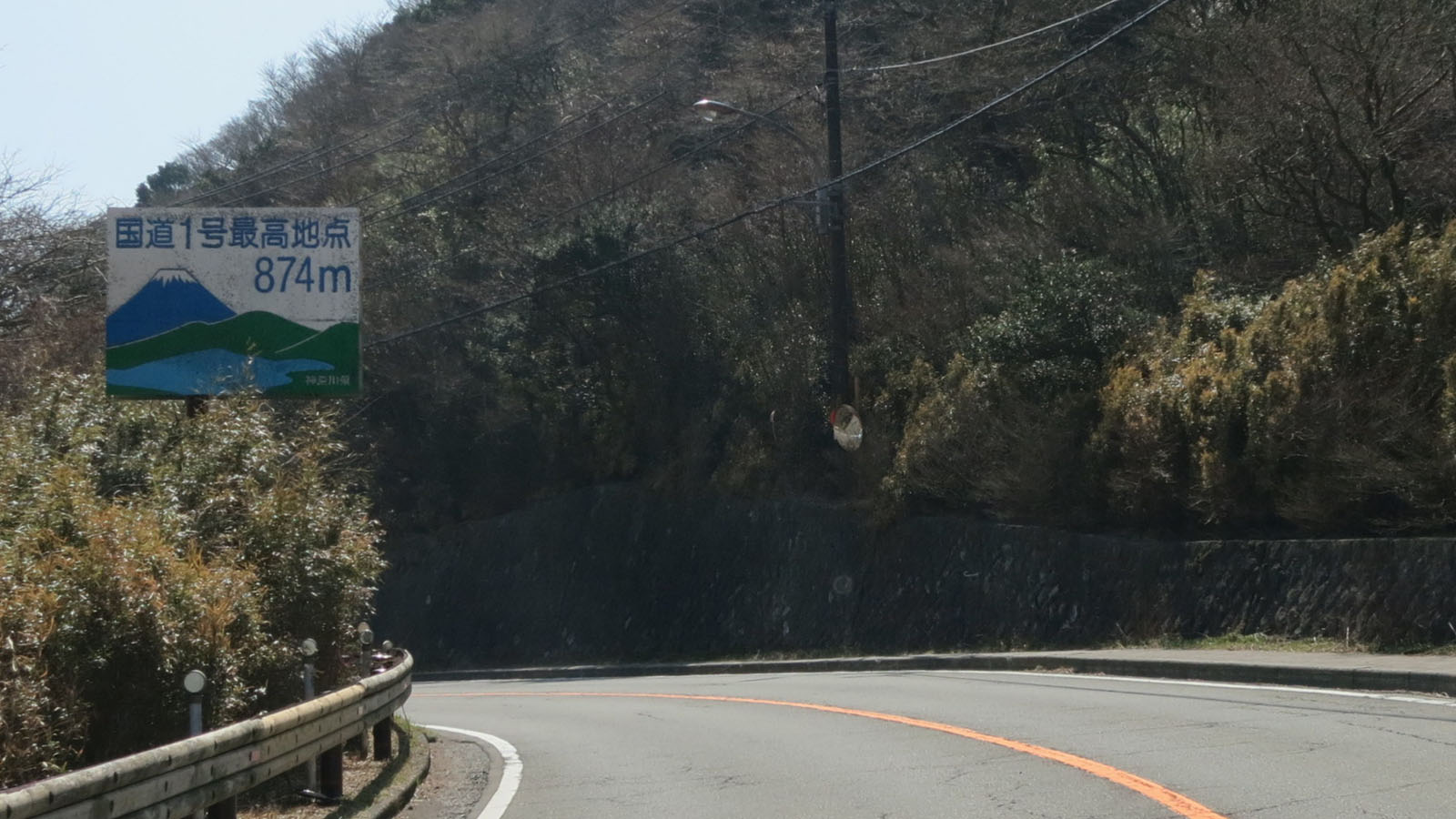
国道1号の最高地点標識 神奈川県足柄下郡箱根町
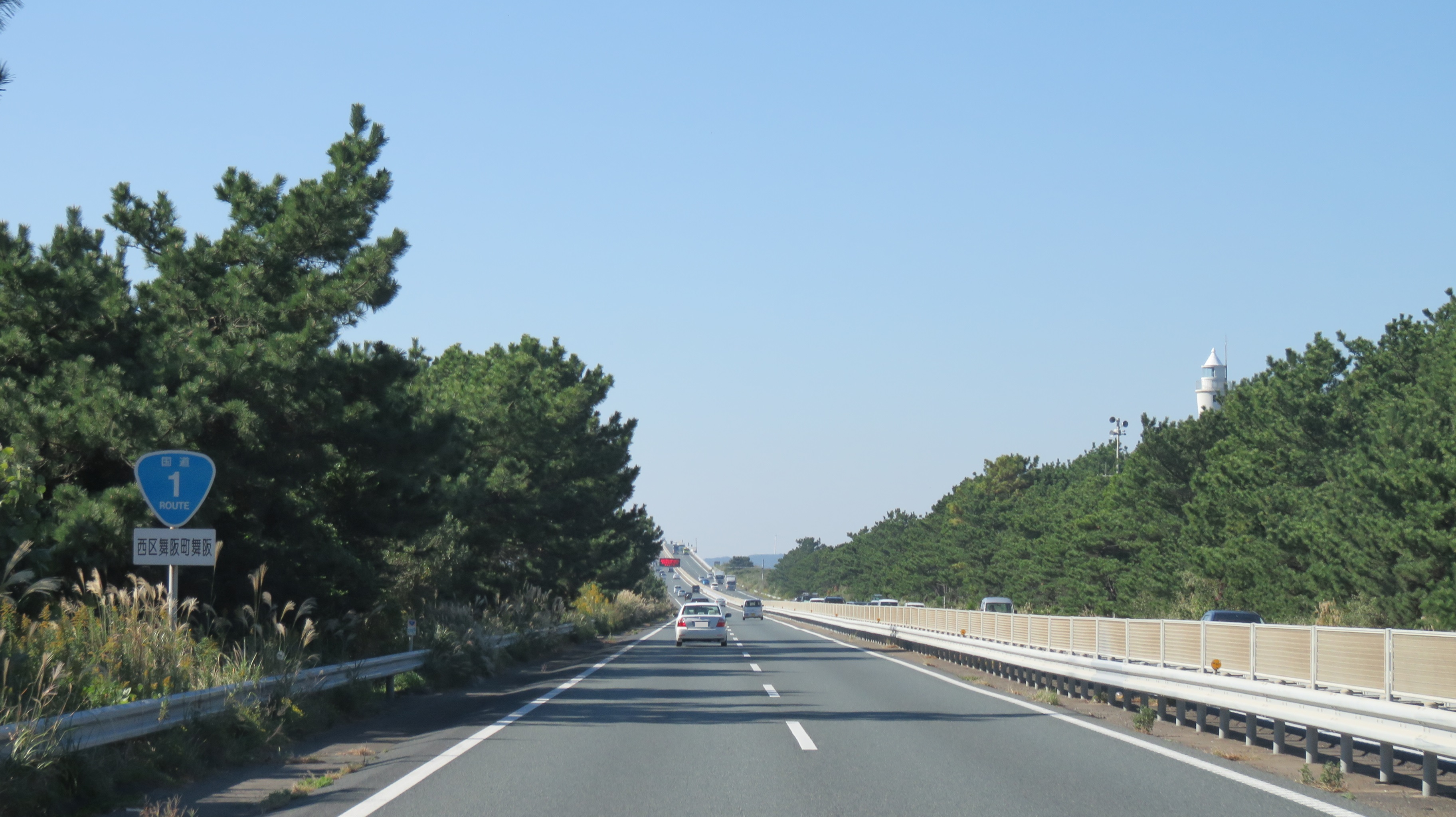
浜名バイパス 静岡県浜松市中央区舞阪町
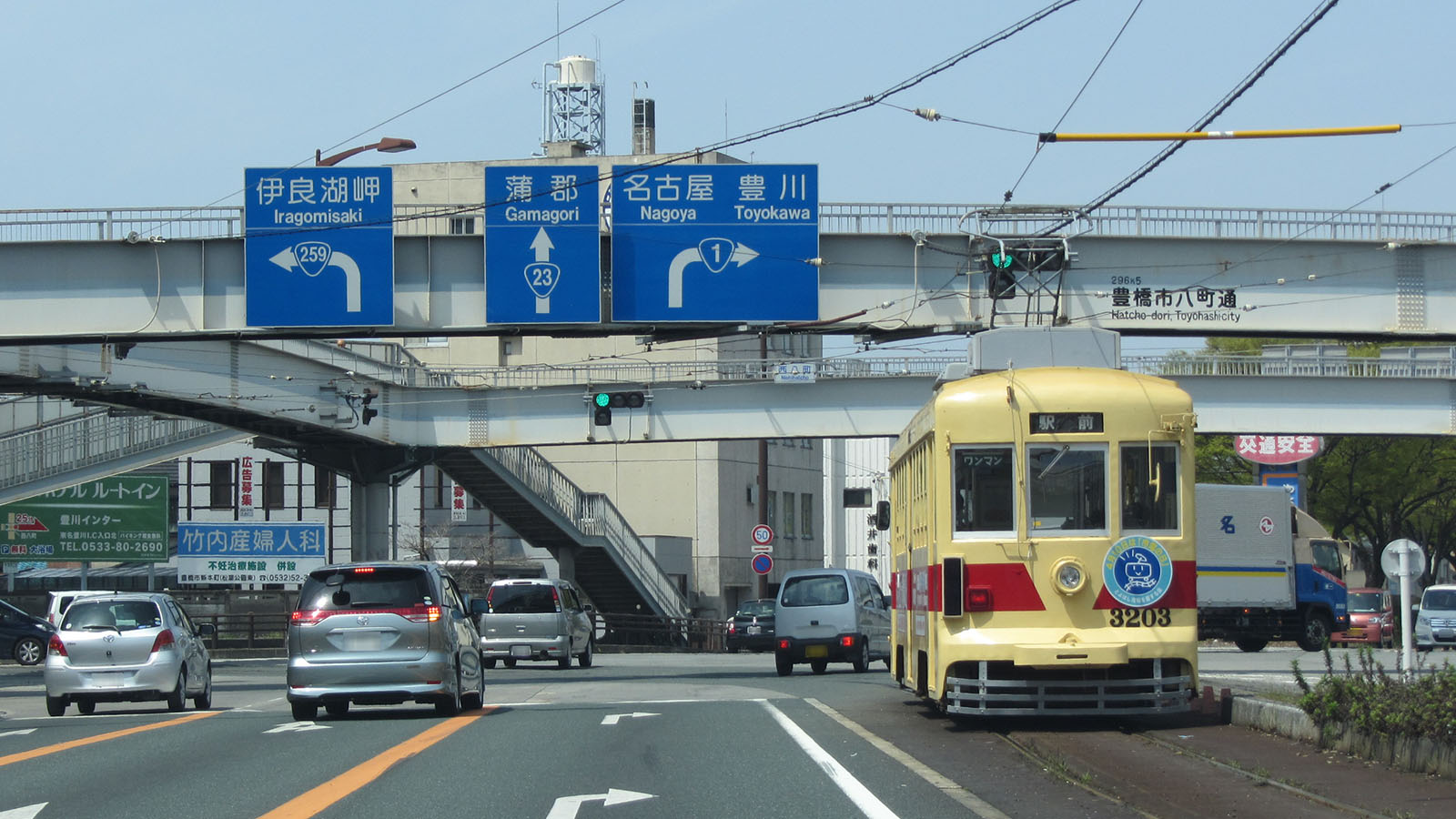
国道23号と 国道259号との分岐 愛知県豊橋市八町通
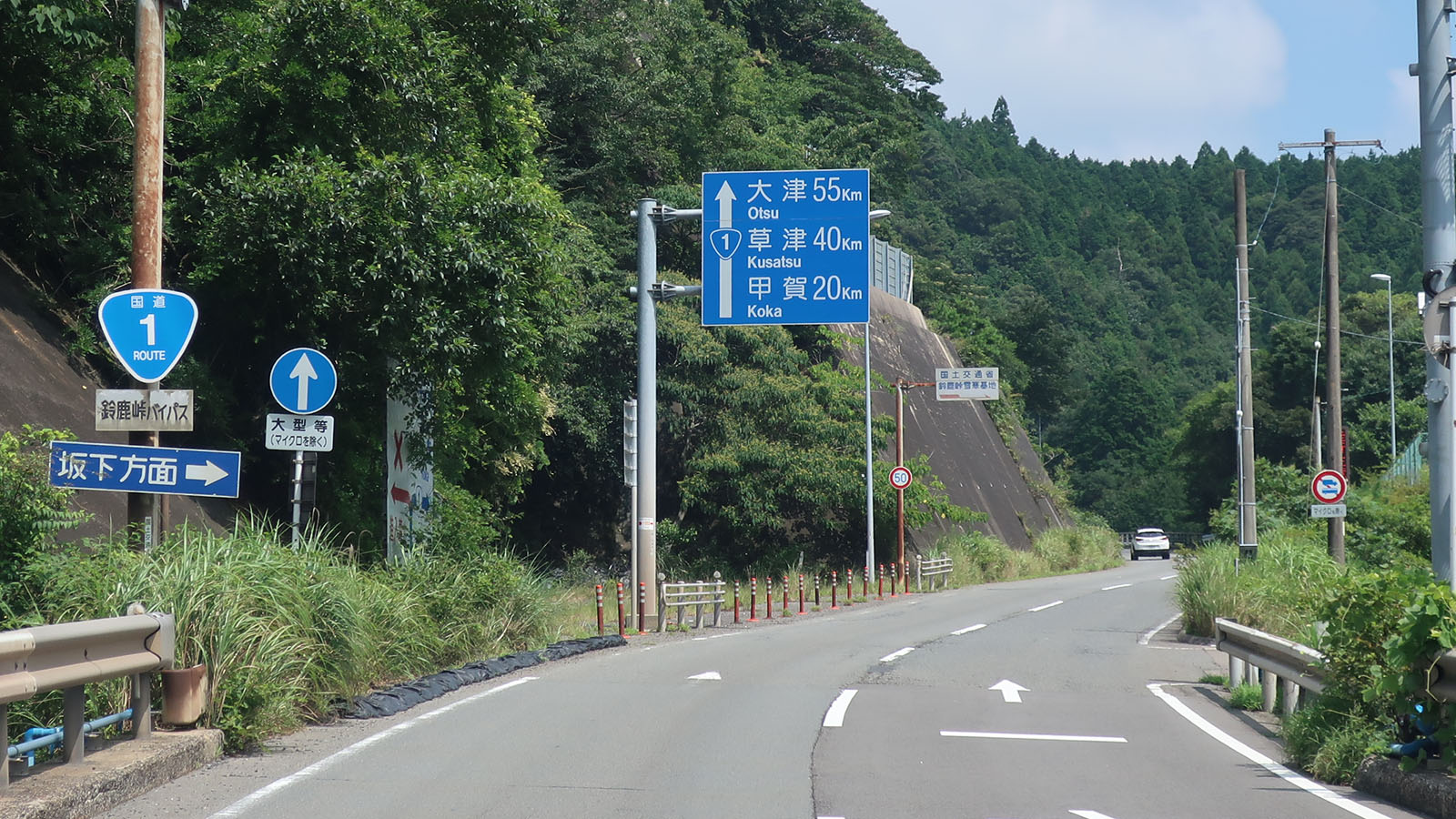
鈴鹿峠（鈴鹿峠バイパス） 三重県亀山市関町坂下
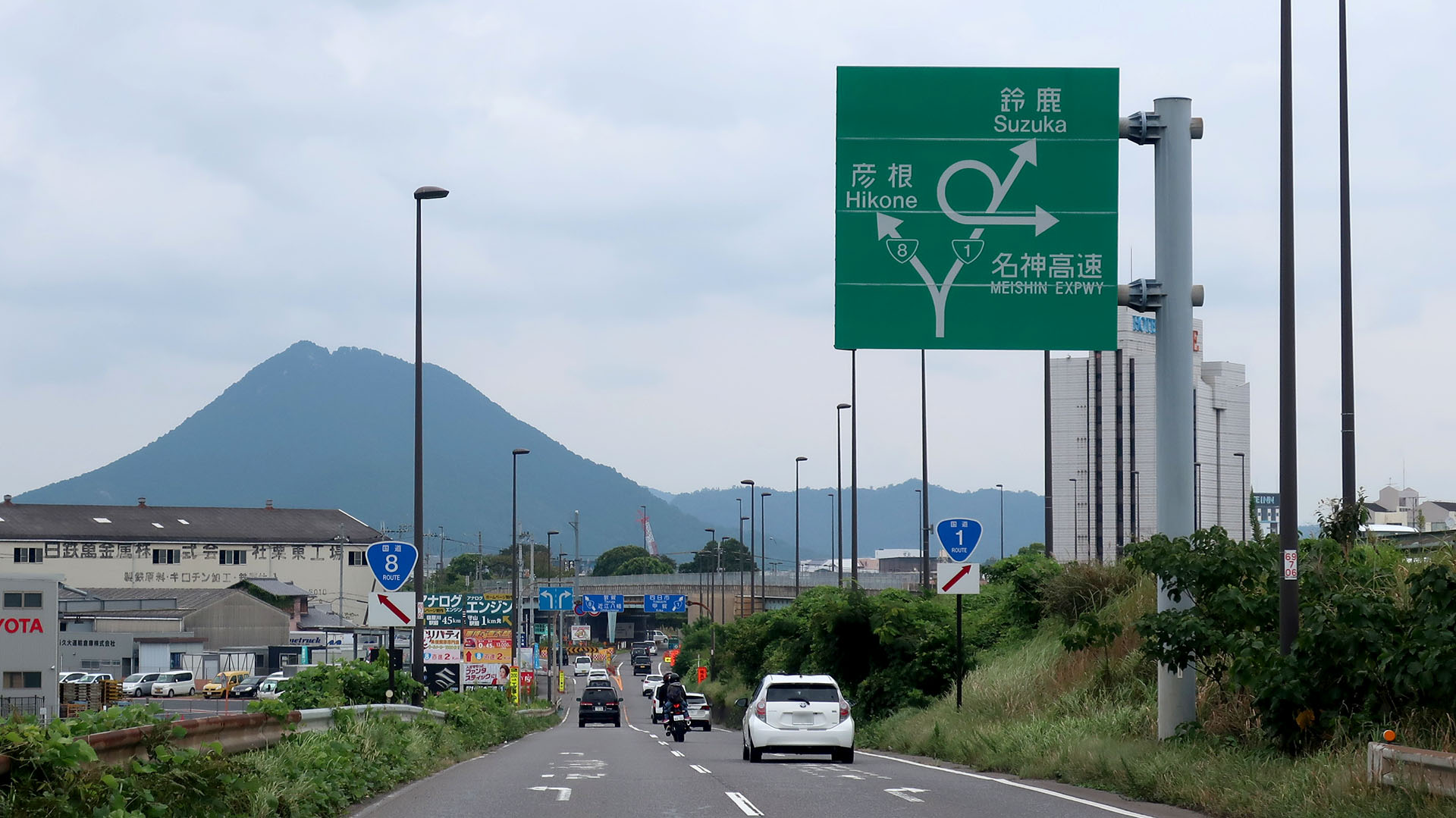
国道8号の分岐 滋賀県栗東市手原
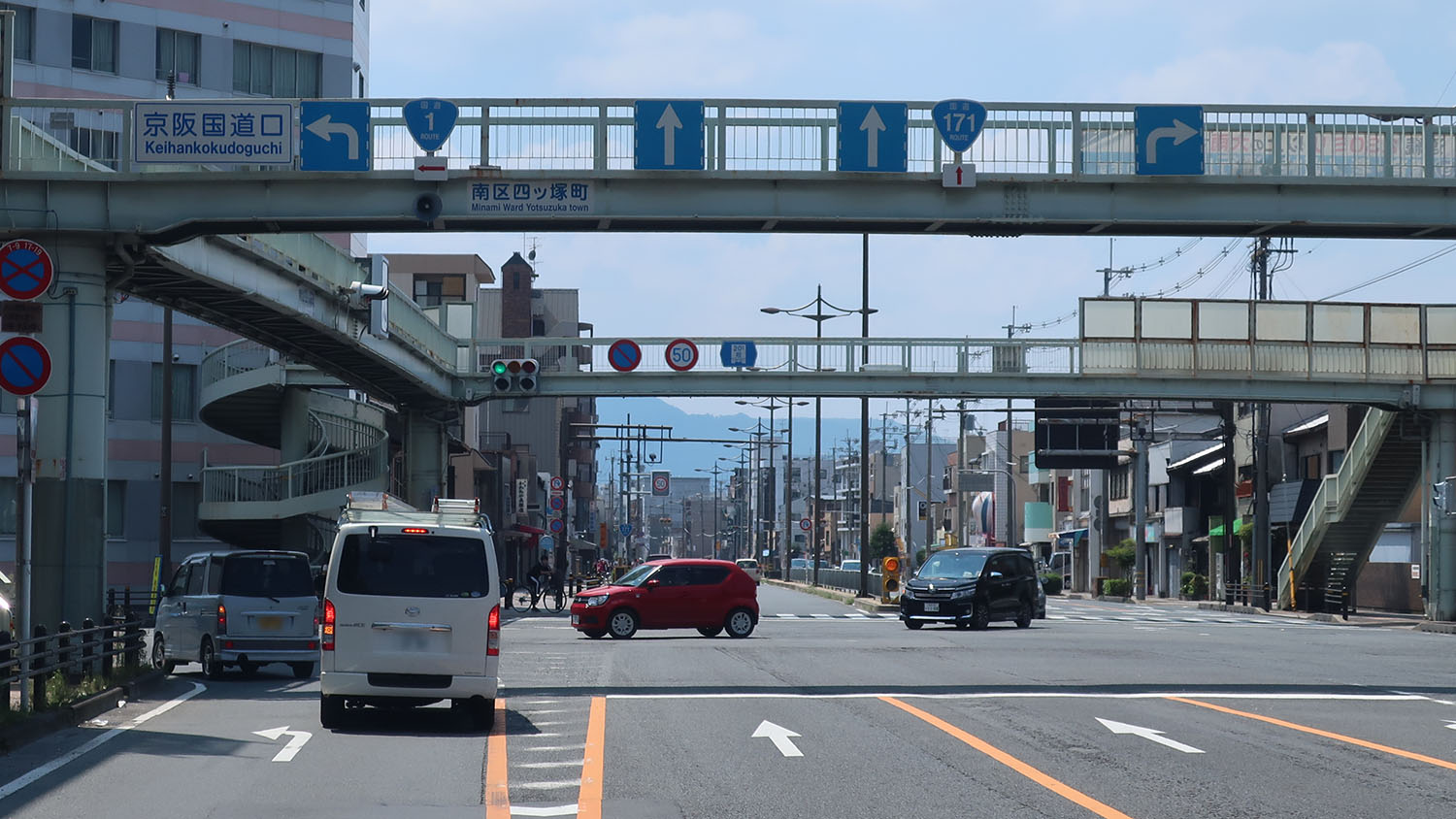
国道171号の分岐 京都府京都市南区四ツ塚町
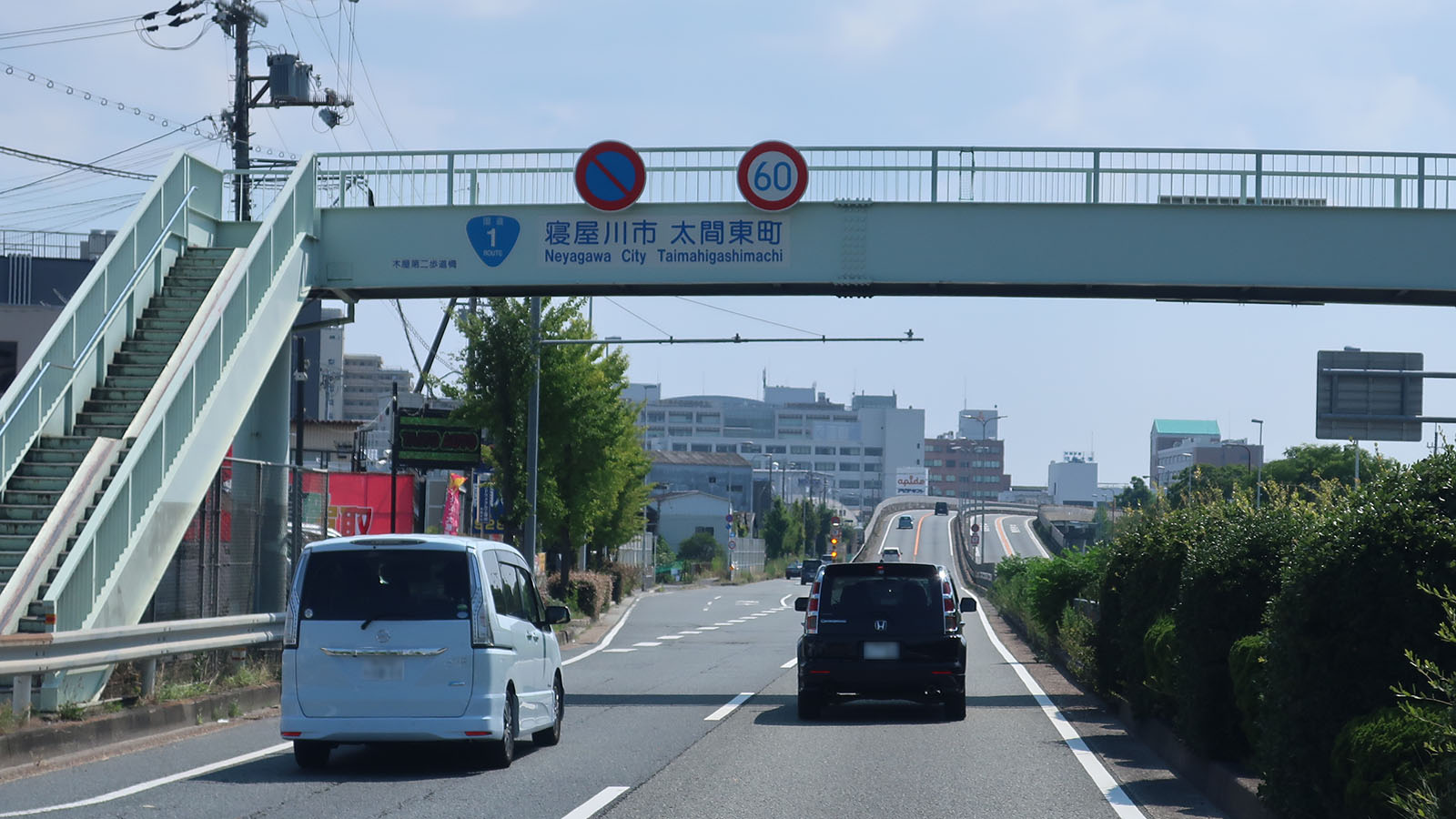
寝屋川バイパス 大阪府寝屋川市太間東町
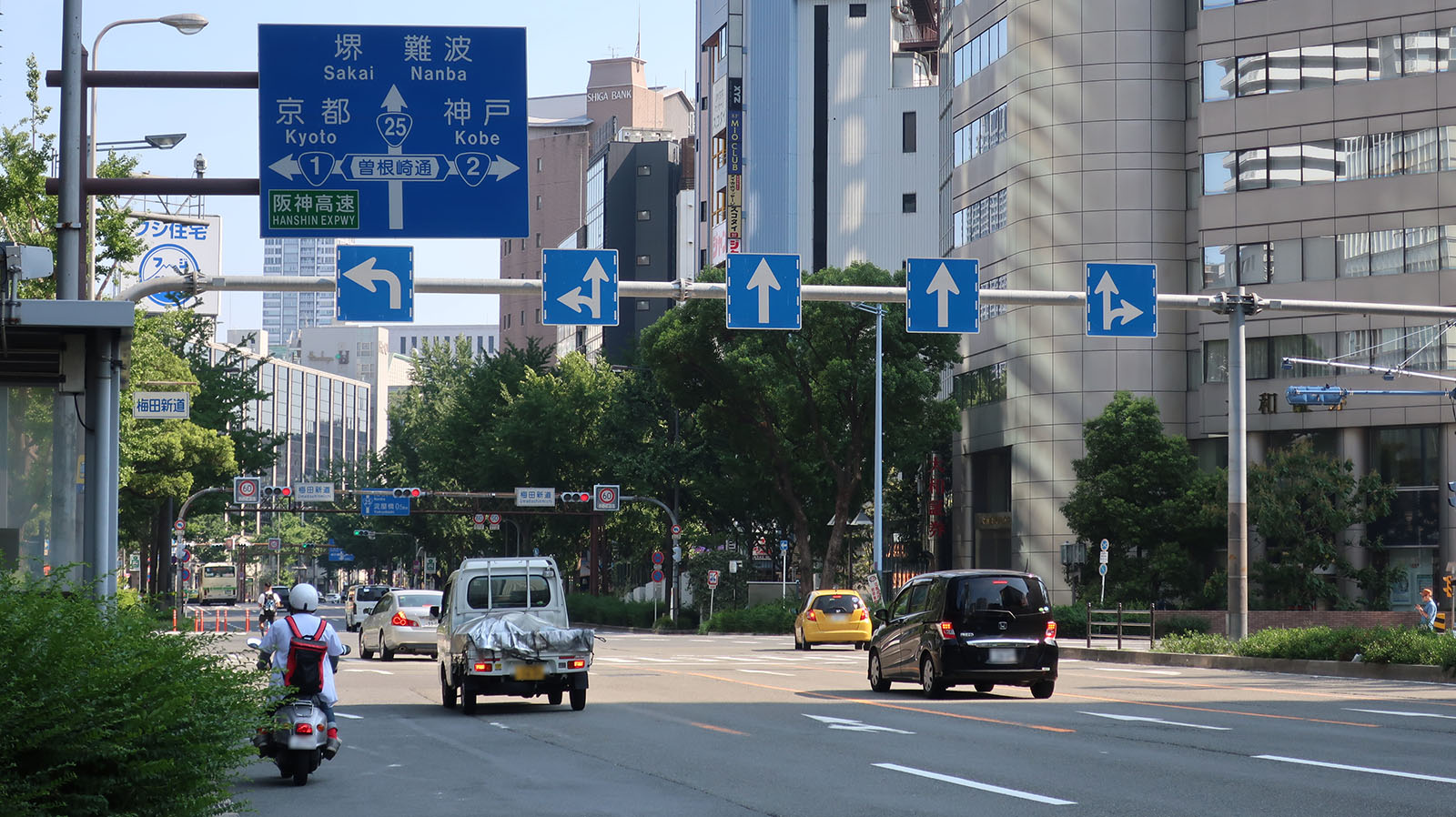
終点、梅田新道交差点 大阪府大阪市北区曾根崎